# Dihammaphora laterilineata
Dihammaphora laterilineata är en skalbaggsart som beskrevs av Dmytro Zajciw 1965. Dihammaphora laterilineata ingår i släktet Dihammaphora och familjen långhorningar. Inga underarter finns listade i Catalogue of Life.